# Paços do Concelho de Sintra
Os Paços do Concelho de Sintra, ou Câmara Municipal de Sintra, sede do Município de Sintra, foram construídos entre 1906 e 1909 no local da antiga capela de São Sebastião, demolida na altura segundo plano do arquitecto Arnaldo Redondo Adães Bermudes.

Estão classificados desde 2011 como Monumento de Interesse Municipal em Sintra.